# F-47 (航空機)
ボーイング F-47
F-47のアーティストによるレンダリング
- 用途：戦闘機
- 製造者：ボーイング
- 運用者：アメリカ空軍

F-47は、次世代航空支配戦闘機計画（NGAD : Next Generation Air Dominance）として計画されてきたF-22の後継戦闘機となるアメリカ空軍の第6世代ジェット戦闘機の計画である。
2025年3月21日にアメリカ合衆国第47代大統領のドナルド・トランプが、自身の「47代」にちなみF-47と命名することと、ボーイングを主契約企業に指名することを発表した。

## 歴史
NGADは、アメリカ空軍および海軍の2030年代の制空権システムの構想を探るため、国防高等研究計画局（DARPA）で始まった研究に端を発する。
2014年3月、DARPAは航空支配イニシアティヴの研究を完了。
2015年、航空支配イニシアティブの成果に基づきアメリカ国防総省の開発次官であったフランク・ケンドールが航空宇宙革新イニシアティヴ（英: Aerospace Innovation Initiative : AII）を起ち上げ、将来の新型機の技術検証機としてXプレーンのプロトタイプを開発した。
2016年、アメリカ空軍はDARPAの研究に続き、2030年代の制空権計画を策定し、そこには一連のシステム群の必要性が記されていたものの、依然として侵入対空に重点が置かれていた。
2018年、制空権計画はNGADに発展し、その焦点は単一の追加的性能から一連のものへと拡大した。
2020年9月、NGADの実寸大の試作機が完成したことを発表。
2021年5月、アメリカ空軍参謀総長のチャールズ・ブラウン・ジュニアは、十分な数の機体が運用できるようになれば、F-22との入れ替えを始め、2030年代にNGADの実戦配備を目指すと述べた。F-22はNGADの技術検証にも使用されており、その成果のいくつかはF-22の改良にも適用される見込みである。
NGADの有人戦闘機部門は、1950年代から1960年代にかけての「センチュリーシリーズ」の開発および調達サイクルを踏襲することが一時的には想定されていた。空軍次官補のウィル・ローパーによって「ディジタル・センチュリーシリーズ」と命名された戦闘機の設計は、新技術の迅速な導入を可能にするため継続的に繰り返され、小規模のバッチで調達されるはずであった。しかし、現代の航空機の設計は複雑かつ精巧であるため「ディジタル・センチュリーシリーズ」の構想はやがて放棄され、より伝統的な開発および調達手法が採用された。
2022年6月、アメリカ空軍は技術・製造開発プログラムを支援する重要な科学技術の準備が整ったと判断し、2023年5月には正式に募集が発表され、2024年に調達先の選定を目指すとした。また開発を担当する企業は1社に限定され、複数企業によるチームは認められないとされている。
2023年7月27日、ノースロップ・グラマンのキャシー・ウォーデンCEO兼社長は、ボーイングとロッキード・マーティンの2社が有人戦闘機の開発の主要候補に残る中、この入札に元請け業者として参加しないとアメリカ空軍に内々に伝えたことを認めた。2024年に開発、生産が本格化するB-21 レイダーに多くのリソースを割く必要があり、同時にNGADも手がけることが困難なためである。
2025年3月21日、ドナルド・トランプが第47代米国大統領であることから、F-47という命名がなされ、ボーイングに発注することが決まった。

## F-47命名の由来
アメリカ空軍の空軍参謀総長デビッド・アルヴィンによると、以下の3つ理由により、F-47と命名された。
- F-47の命名時の大統領であるドナルド・トランプが第47代大統領であるため[1][2][3]
- P-47の、第二次世界大戦時の航空優位への貢献を称えるため[2][4]

- アメリカ空軍の創設年が1947年であるため[2][3]

## 輸出時のグレードダウン
トランプ大統領は、「同盟国はいつか同盟国でなくなるかもしれない」と次世代戦闘機の開発を発表する場で言及した上で、次世代戦闘機を同盟国に売却する際は「10%程度、性能を落としたいと考えている」と発言した。